# دونالد فرگوسن (دوچرخه‌سوار)
دونالد فرگوسن (انگلیسی: Donald Ferguson؛ زادهٔ ۲۸ آوریل ۱۹۳۱) دوچرخه‌سوار اهل ایالات متحده آمریکا است. وی در بازی‌های المپیک تابستانی ۱۹۵۶ شرکت کرده است.